# Eublemma
Eublemma là một chi bướm đêm thuộc họ Erebidae.

## Loài
- Eublemma acarodes Swinhoe, 1907
- Eublemma acuta Candéze, 1927
- Eublemma acutiangulatalis Rothschild, 1915
- Eublemma afghana Wiltshire, 1961
- Eublemma aftob Brandt, 1938
- Eublemma agnella Brandt, 1938
- Eublemma agrapta Hampson, 1898
- Eublemma albicans Guenée, 1852
- Eublemma albicosta Hampson, 1910
- Eublemma albida Duponchel, [1843]
- Eublemma albifascia Hampson, 1910
- Eublemma albipennis Hampson, 1910
- Eublemma albipurpurea Warren, 1913
- Eublemma albivena Hampson, 1905
- Eublemma albivestalis Hampson, 1910
- Eublemma albivia Hampson, 1914
- Eublemma albostriata Wileman & West, 1929
- Eublemma aliena Krüger, 1939
- Eublemma almaviva Berio, 1947
- Eublemma amabilis Moore, [1884]
- Eublemma amasina Eversmann, 1842
- Eublemma amphidasys Turner, 1933
- Eublemma amydrosana Rebel, 1947
- Eublemma anachoresis Wallengren, 1863
- Eublemma angulata Butler, 1882
- Eublemma antoninae Nagaraja & Nagarkatti, 1970
- Eublemma apicata Distant, 1898
- Eublemma apicipunctalis Brandt, 1939
- Eublemma apicipunctum Saalmüller, 1891
- Eublemma arenostrota Hampson, 1916
- Eublemma atrifusa Hampson, 1910
- Eublemma atrimedia Hampson, 1914
- Eublemma aurantiaca Hampson, 1910
- Eublemma baccalix Swinhoe, 1886
- Eublemma basalis Möschler, 1890
- Eublemma basiplaga Bethune-Baker, 1911
- Eublemma batanga Draudt, 1950
- Eublemma bicolora Bethune-Baker, 1911
- Eublemma bifasciata Moore, 1881
- Eublemma bilineata Hampson, 1902
- Eublemma bipars Gaede, 1935
- Eublemma bipartita Hampson, 1902
- Eublemma bistellata Wiltshire, 1961
- Eublemma bolinia Hampson, 1902
- Eublemma boursini Bytinski-Salz & Brandt, 1937
- Eublemma brunneifusa Gaede, 1935
- Eublemma brunneosa Bethune-Baker, 1911
- Eublemma brygooi Viette, 1966
- Eublemma buettikeri Wiltshire, 1980
- Eublemma bulla Swinhoe, 1884
- Eublemma caduca Christoph, 1893
- Eublemma caelestis Brandt, 1938
- Eublemma candicans Rambur, 1858
- Eublemma candidana Fabricius, 1794
- Eublemma canipes Rebel, 1917
- Eublemma carneola Hampson, 1910
- Eublemma carneotincta Hampson, 1910
- Eublemma carterotata Dyar, 1919
- Eublemma chamila Draudt, 1936
- Eublemma chionophlebia Hampson, 1910
- Eublemma chlorochroa Hampson, 1910
- Eublemma chlorotica Lederer, 1858
- Eublemma chopardi Berio, 1954
- Eublemma cinnamomea Herrich-Schäffer, 1868
- Eublemma cochylioides Guenée, 1852
- Eublemma colla Schaus, 1893
- Eublemma confusa Rothschild, 1920
- Eublemma conistrota Hampson, 1910
- Eublemma conspersa Butler, 1880
- Eublemma costivinata Berio, 1945
- Eublemma cremorna Hampson, 1918
- Eublemma cyrenaea Turati, 1924
- Eublemma daphoena Hampson, 1910
- Eublemma daphoenoides Berio, 1941
- Eublemma debilis Christoph, 1884
- Eublemma debivar Berio, 1947
- Eublemma delicata Felder & Rogenhofer, 1874
- Eublemma deliciosa Möschler, 1880
- Eublemma deserta Staudinger, 1900
- Eublemma deserti Rothschild, 1909
- Eublemma dichroma Rebel, 1907
- Eublemma dimidialis Fabricius, 1794
- Eublemma dinawa Bethune-Baker, 1906
- Eublemma dissecta Saalmüller, 1891
- Eublemma dissoluta Rothschild, 1921
- Eublemma draudti Bytinski-Salz & Brandt, 1937
- Eublemma dyscapna Fletcher, 1961
- Eublemma eburnea Turati, 1927
- Eublemma ecthaemata Hampson, 1896
- Eublemma elychrysi Rambur, 1833
- Eublemma emir Culot, 1915
- Eublemma ephimera Hampson, 1910
- Eublemma epistrota Hampson, 1910
- Eublemma eremochroa Hampson, 1916
- Eublemma ernesti Rothschild, 1915
- Eublemma eupethecica Hampson, 1910
- Eublemma exanimis Hampson, 1918
- Eublemma exigua Walker, [1858]
- Eublemma faroulti Rothschild, 1911
- Eublemma fasciola Saalmüller, 1891
- Eublemma flavescens Hampson, 1918
- Eublemma flavia Hampson, 1910
- Eublemma flavibasis Hampson, 1918
- Eublemma flaviceps Hampson, 1902
- Eublemma flaviciliata Hampson, 1910
- Eublemma flavicosta Hampson, 1910
- Eublemma flavida Hampson, 1902
- Eublemma flavinia Hampson, 1902
- Eublemma flavistriata Hampson, 1910
- Eublemma flavitermina Hampson, 1910
- Eublemma foedosa Guenée, 1852
- Eublemma fugitiva Christoph, 1877
- Eublemma fulvitermina Hampson, 1910
- Eublemma galacteoides Berio, 1937
- Eublemma gayneri Rothschild, 1901
- Eublemma geometriana Viette, 1981
- Eublemma geyri Rothschild, 1915
- Eublemma glaucizona Hampson, 1908
- Eublemma goniogramma Hampson, 1910
- Eublemma gratiosa Eversmann, 1854
- Eublemma griseofimbriata Gaede, 1935
- Eublemma guiera Bradley, 1969
- Eublemma hansa Herrich-Schäffer, [1851]
- Eublemma hemichiona Hampson, 1918
- Eublemma heterogramma Mabille, 1881
- Eublemma himmighoffeni Milliére, 1867
- Eublemma hypozonata Hampson, 1910
- Eublemma ignefusa Hampson, 1910
- Eublemma illota Christoph, 1887
- Eublemma inconspicua Walker, 1865
- Eublemma innocens Butler, 1886
- Eublemma insignifica Rothschild, 1924
- Eublemma iophaenna Turner, 1920
- Eublemma irresoluta Dyar, 1919
- Eublemma jocularis Christoph, 1877
- Eublemma keyserlingi Bienert, 1869
- Eublemma khonoides Wiltshire, 1980
- Eublemma kruegeri Wiltshire, 1970
- Eublemma kuelekana Staudinger, 1871
- Eublemma lacteicosta Hampson, 1910
- Eublemma lacteola Rothschild, 1914
- Eublemma lentirosea Hampson, 1910
- Eublemma leptinia Mabille, 1900
- Eublemma leucanides Staudinger, 1889
- Eublemma leucodesma Lower, 1899
- Eublemma leucomelana Hampson, 1902
- Eublemma leuconeura Hampson, 1910
- Eublemma leucota Hampson, 1910
- Eublemma leucozona Hampson, 1910
- Eublemma lozostropha Turner, 1902
- Eublemma lucanitis Hampson, 1910
- Eublemma lutosa Staudinger, 1891
- Eublemma maraschensis Osthelder, 1933
- Eublemma marginula Herrich-Schäffer, [1851]
- Eublemma marmaropa Meyrick, 1902
- Eublemma marmorata Wileman & West, 1929
- Eublemma melabasis Hampson, 1914
- Eublemma melabela Hampson, 1910
- Eublemma melanodonta Hampson, 1910
- Eublemma melasema Hampson, 1918
- Eublemma mesophaea Hampson, 1910
- Eublemma mesozona Hampson, 1914
- Eublemma miasma Hampson, 1891
- Eublemma microptera Brandt, 1939
- Eublemma minima Guenée, 1852
- Eublemma minutata Fabricius, 1794
- Eublemma minutoides Poole, 1989
- Eublemma misturata Hampson, 1910
- Eublemma monotona Le Cerf, 1911
- Eublemma morosa Wiltshire, 1970
- Eublemma munda Christoph, 1884
- Eublemma murati Brandt, 1939
- Eublemma muscatensis Wiltshire, 1980
- Eublemma nelvai Rothschild, 1920
- Eublemma nigribasis Bethune-Baker, 1911
- Eublemma nigrivitta Hampson, 1902
- Eublemma nives Brandt, 1938
- Eublemma noctuelioides Wiltshire, 1971
- Eublemma nuristana Wiltshire, 1961
- Eublemma nyctichroa Hampson, 1910
- Eublemma nyctopa Bethune-Baker, 1911
- Eublemma obscura Krüger, 1939
- Eublemma ochricosta Hampson, 1916
- Eublemma ochrobasis Hampson, 1910
- Eublemma ochrochroa Hampson, 1910
- Eublemma odontophora Hampson, 1910
- Eublemma olmii Berio, 1937
- Eublemma ornatula Felder & Rogenhofer, 1874
- Eublemma orthogramma Snellen, 1872
- Eublemma ostrina Hübner, [1808]
- Eublemma pallidula Herrich-Schäffer, [1856]
- Eublemma panonica Freyer, 1840
- Eublemma parallela Freyer, 1841
- Eublemma parva Hübner, [1808]
- Eublemma parvisi Berio, 1940
- Eublemma parvoides Brandt, 1939
- Eublemma pendula Joannis, 1928
- Eublemma penicillata Hampson, 1902
- Eublemma perkeo Rothschild, 1921
- Eublemma permixta Staudinger, 1897
- Eublemma pernivea Rothschild, 1920
- Eublemma perobliqua Hampson, 1910
- Eublemma phaeapera Hampson, 1910
- Eublemma cây mậnbosa Distant, 1899
- Eublemma popovi Wiltshire, 1953
- Eublemma porphyrescens Hampson, 1914
- Eublemma postrosea Gaede, 1935
- Eublemma postrufa Hampson, 1914
- Eublemma postrufoides Poole, 1989
- Eublemma posttornalis Rothschild, 1915
- Eublemma proleuca Hampson, 1910
- Eublemma psamathea Hampson, 1910
- Eublemma pseudepistrota Brandt, 1938
- Eublemma pseudonocuta Rothschild, 1921
- Eublemma pseudostrina Rothschild, 1914
- Eublemma pseudoviridis Brandt, 1939
- Eublemma pudica Snellen, 1880
- Eublemma pulcherrima Wiltshire, 1982
- Eublemma pulchra Swinhoe, 1886
- Eublemma pulverulenta Warren & Rothschild, 1905
- Eublemma punctilinea Hampson, 1902
- Eublemma pura Hübner, [1813]
- Eublemma purinula Turati, 1934
- Eublemma purpurina [Schiffermüller], 1775
- Eublemma purulenta Turati, 1934
- Eublemma pusilla Eversmann, 1837
- Eublemma pyrastis Hampson, 1910
- Eublemma pyrochroa Hampson, 1918
- Eublemma pyrosticta Joannis, 1910
- Eublemma quadrilineata Moore, 1881
- Eublemma quinarioides Berio, 1947
- Eublemma ragusana Freyer, 1845
- Eublemma ragusanoides Berio, 1954
- Eublemma recta Guenée, 1852
- Eublemma reducta Butler, 1894
- Eublemma reninigra Berio, 1945
- Eublemma respersa Hübner, 1790
- Eublemma reussi Gaede, 1935
- Eublemma rhodocraspis Druce, 1909
- Eublemma rivula Moore, 1882
- Eublemma roseana Moore, 1881
- Eublemma rosecincta Hampson, 1910
- Eublemma roseonivea Walker, [1863]
- Eublemma rosina Hübner, [1803]
- Eublemma rosinans Lucas, 1938
- Eublemma rubripuncta Hampson, 1902
- Eublemma rufimixta Hampson, 1918
- Eublemma rufoglactea Holloway, 1979
- Eublemma rufolineata Hampson, 1918
- Eublemma rufoscastanea Rothschild, 1924
- Eublemma rushi Wiltshire, 1961
- Eublemma sabia Felder & Rogenhofer, 1874
- Eublemma salangi Wilthire, 1961
- Eublemma sarcosia Hampson, 1910
- Eublemma savour Berio, 1950
- Eublemma sciaphora Hampson, 1910
- Eublemma scituloides Rebel, 1917
- Eublemma scotina Fletcher, 1963
- Eublemma scotopis Bethune-Baker, 1911
- Eublemma seminivea Hampson, 1896
- Eublemma semiochrea Krüger, 1939
- Eublemma siticuosa Lederer, 1858
- Eublemma sperans Felder & Rogenhofer, 1874
- Eublemma squalida Staudinger, 1878
- Eublemma staudingeri Wallengren, 1875
- Eublemma stictilinea Hampson, 1910
- Eublemma straminea Staudinger, 1891
- Eublemma striantula Wiltshire, 1961
- Eublemma stygiochroa Hampson, 1910
- Eublemma subrufula Rothschild, 1924
- Eublemma subvenata Staudinger, 1892
- Eublemma suppuncta Staudinger, 1891
- Eublemma suppura Staudinger, 1891
- Eublemma sydolia Schaus, 1940
- Eublemma symphona Prout, 1928
- Eublemma syrtensis Hampson, 1910
- Eublemma tachycornis Strand, 1920
- Eublemma taftana Brandt, 1941
- Eublemma taifensis Wiltshire, 1980
- Eublemma tephroclytioides Rothschild, 1924
- Eublemma terminimaculata Wileman, 1915
- Eublemma therma Hampson, 1910
- Eublemma thermobasis Hampson, 1910
- Eublemma thermochroa Hampson, 1910
- Eublemma thermosticta Hampson, 1910
- Eublemma thurneri Zerny, 1935
- Eublemma titanica Hampson, 1910
- Eublemma topi Hacker & Fibiger, 2006
- Eublemma trifasciata Moore, 1881
- Eublemma trigramma Hampson, 1910
- Eublemma tritonia Hampson, 1902
- Eublemma trollei Hacker & Fibiger, 2006
- Eublemma uniformis Staudinger, 1878
- Eublemma uninotata Hampson, 1902
- Eublemma variochrea Holloway, 1979
- Eublemma velocissima Turati, 1926
- Eublemma vestalis Butler, 1886
- Eublemma viettei Berio, 1954
- Eublemma virginalis Oberthür, 1881
- Eublemma viridis Staudinger, 1888
- Eublemma viridula Guenée, 1841
- Eublemma wagneri Herrich-Schäffer, [1851]
- Eublemma wollastoni Rothschild, 1901
- Eublemma xanthocraspis Hampson, 1910

## Hình ảnh

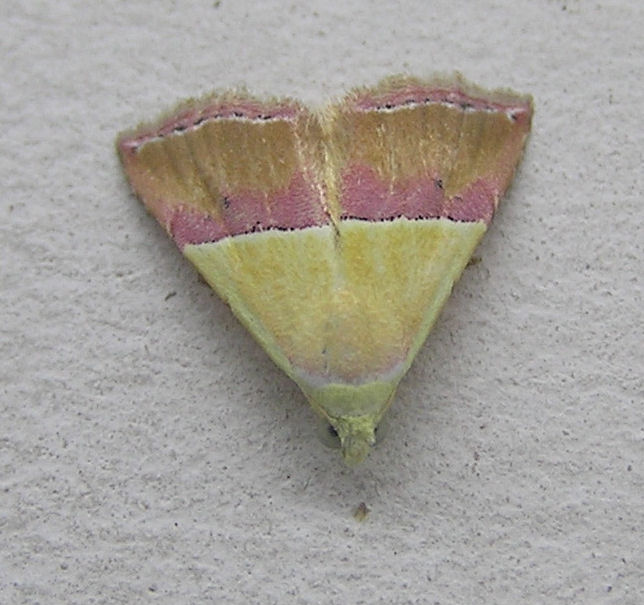
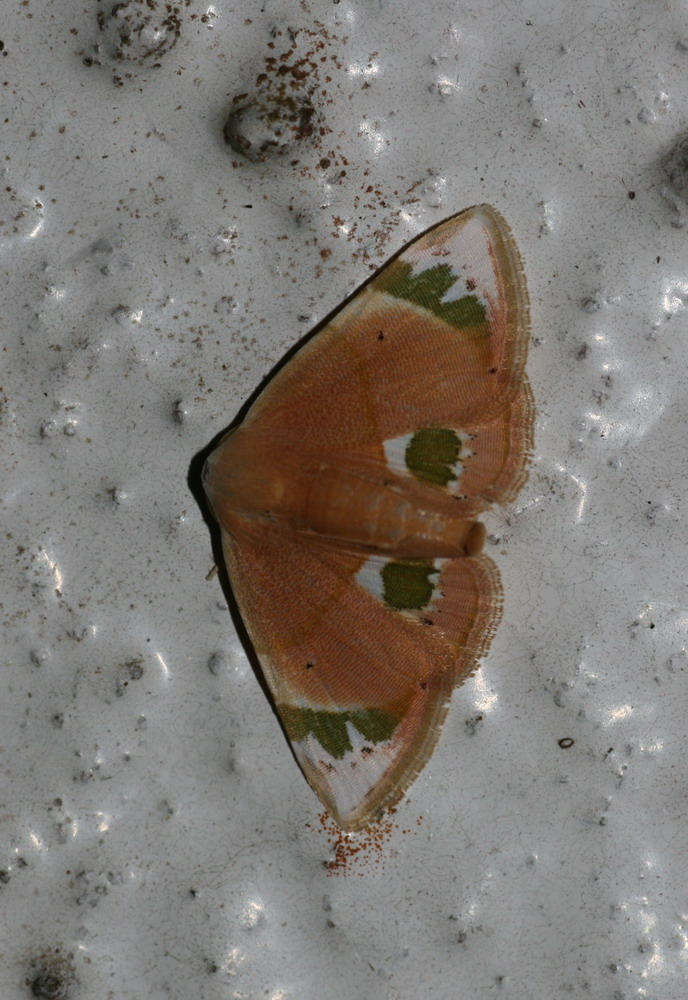
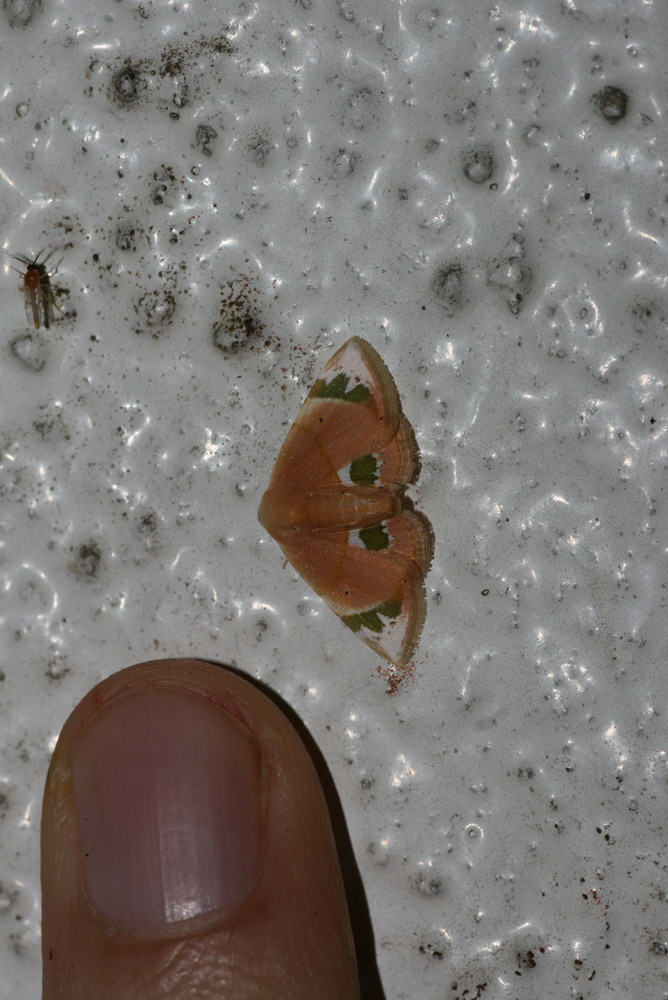